# مسیحی شدن ارمنستان

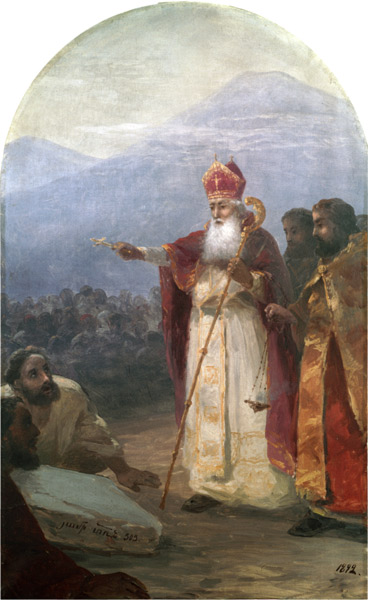
غسل تعمید ارمنی‌ها، اثر ایوان آیوازوفسکی (۱۸۹۲).

هرچند جزئیات دقیق آن مشخص نیست، اما مسیحیت پیش از پذیرش رسمی آن به عنوان دین رسمی در اوایل قرن چهارم میلادی در ارمنستان گسترش یافت. در این زمان، ارمنستان بزرگ، مسیحیت را به عنوان دین رسمی خود پذیرفت و اولین کشوری بود که این کار را انجام داد. پادشاه وقت ارمنستان، تیرداد سوم از دودمان اشکانی، توسط گریگور روشنگر به مسیحیت گروید. گریگور روشنگر بعدها اولین رهبر کلیسای حواری ارمنی شد.
تاریخ سنتی پذیرش مسیحیت در ارمنستان سال ۳۰۱ میلادی است، اما محققان، تاریخ‌های دیگری را نیز پیشنهاد کرده‌اند. با وجود اینکه ساختار کلیسای ارمنستان در این زمان بنیان نهاده شد، مسیحیت به تدریج در کشور ریشه دوانید. پیشرفت چشمگیر در این زمینه پس از ابداع الفبای ارمنی توسط مسروب ماشتوتس و ترجمه کتاب مقدس و متون مذهبی به زبان ارمنی در قرن پنجم میلادی رخ داد.
مسیحی شدن ارمنستان یکی از مهم‌ترین رویدادهای تاریخ این کشور است که هویت مردم ارمنستان را شکل داد و این کشور را از پیوندهای چند صد ساله با ایران بزرگ جدا کرد. علاوه بر این، کلیسای ارمنی در زمانی که ارمنستان فاقد استقلال سیاسی بود، به حفظ هویت ارمنی کمک کرد.

## پیشینه
پیش از مسیحیت، مردم ارمنستان عمدتاً پیرو آیین زرتشت بودند (احتمالاً در زمان هخامنشیان پذیرفته شده بود) که با باورهای بومی ارمنی و سایر ادیان ترکیب شده بود. ارمنستان بزرگ از قرن اول میلادی توسط شاهزادگان اشکانی اداره می‌شد. ارمنستان توانست استقلال خود را بین دو همسایه قدرتمند خود، یعنی امپراتوری‌های اشکانی و روم، حفظ کند. در قرن اول میلادی، توافقی بین این دو امپراتوری صورت گرفت که بر اساس آن ارمنستان توسط یک شاهزاده اشکانی که مورد تأیید روم بود، اداره می‌شد. اما با سقوط اشکانیان در ایران و روی کار آمدن ساسانیان در قرن سوم میلادی، اوضاع سیاسی تغییر کرد. درگیری بین روم و ایران شدت گرفت و اشکانیان ارمنی برای انتقام از ساسانیان به خاطر سرنگونی خویشاوندان اشکانی خود وارد جنگ شدند. در نتیجه، ارمنستان به روم نزدیک‌تر شد و گاهی مورد حمله و اشغال ساسانیان قرار گرفت. دوره اشغال ساسانیان با بازگشت تیرداد سوم، پادشاه اشکانی ارمنستان (که بعدها به مسیحیت گروید) به تاج و تخت در زمان سلطنت دیوکلتیان (۲۸۴–۳۰۵ میلادی) پایان یافت. این اتفاق احتمالاً در سال‌های ۲۹۸ یا ۲۹۹ میلادی، همزمان با پیمان نصیبین پس از پیروزی روم بر ساسانیان رخ داد. البته تاریخ‌های دیگری نیز برای بازگشت تیرداد سوم پیشنهاد شده است.

## گسترش اولیه مسیحیت
مسیحیت قبل از اینکه به عنوان دین رسمی در ارمنستان پذیرفته شود، در اوایل قرن چهارم میلادی در این سرزمین گسترش یافت. این دین از خاستگاه خود در فلسطین و از طریق سوریه و میان‌رودان به ارمنستان رسید. برخی روایت‌ها حاکی از تبلیغ مسیحیت توسط تادئوس و بارتولومیو، دو تن از حواریون مسیح، در ارمنستان هستند. گفته می‌شود تادئوس برای تبلیغ مسیحیت به ارمنستان آمد و در آنجا جان باخت. بعدها، داستان زندگی او با داستان گریگور روشنگر پیوند خورد. با این حال، این روایت‌ها که به دنبال اثبات قدمت کلیسای ارمنی هستند، ساختگی به نظر می‌رسند. با این وجود، شواهد نشان می‌دهد که مسیحیت در اوایل در ارمنستان حضور داشته است. در قرن دوم میلادی، ترتولیان، از بزرگان کلیسا، از ارمنی‌ها به عنوان مردمی که مسیحیت را پذیرفته بودند، یاد می‌کند. در اواسط قرن سوم، اسقف اسکندریه به اسقفی ارمنی به نام مروزانس نامه نوشت که نشان می‌دهد در آن زمان جامعه مسیحی قابل توجهی در ارمنستان وجود داشته است. اگرچه محل دقیق زندگی مروزانس مشخص نیست، اما برخی محققان معتقدند که او در جنوب ارمنستان می‌زیسته است. مناطق جنوبی ارمنستان توسط حکومت‌های خودمختار اداره می‌شدند که پس از پیمان صلح با روم در سال ۲۹۹ میلادی، تحت نفوذ روم قرار گرفتند. برخی پژوهشگران معتقدند که مسیحی شدن ارمنستان در واقع به گرویدن اولیه این مناطق جنوبی برمی‌گردد؛ بنابراین، مسیحیت در دو موج پیاپی به ارمنستان وارد شد: موج اول از طریق سوریه و میان‌رودان به مناطق جنوبی ارمنستان رسید و موج دوم از طریق آسیای کوچک و در اوایل قرن چهارم میلادی به پادشاهی اشکانی ارمنستان وارد شد.

## گرویدن پادشاهی ارمنستان

### روایت سنتی
روایت سنتی مسیحی شدن ارمنستان در کتاب تاریخ ارمنستان نوشته آگاتانگلوس آمده است که ترکیبی از واقعیت و افسانه است. بر اساس این روایت، در قرن سوم میلادی، پادشاه ارمنستان، خسرو دوم، با سلسله ساسانی در ایران وارد جنگ شد. ساسانیان قصد داشتند اشکانیان ارمنی را که آخرین بازماندگان سلسله اشکانی بودند، نابود کنند. آن‌ها آناک، یک نجیب‌زاده اشکانی، را برای جلب اعتماد پادشاه ارمنستان و کشتن او فرستادند. آناک موفق شد خسرو و بیشتر اعضای خانواده سلطنتی را به قتل برساند، اما او و خانواده‌اش توسط اشراف ارمنی کشته شدند. پس از این واقعه، پسر خسرو، تیرداد، به روم برده شد و پسر آناک در شهر قیصریه در کاپادوکیه توسط مسیحیان بزرگ شد و نام گریگوری را به او دادند.
بعدها، تیرداد با کمک رومیان تاج و تخت ارمنستان را پس گرفت. گریگوری برای خدمت به تیرداد به ارمنستان رفت، اما تیرداد تحت تأثیر امپراتور روم، دیوکلتیان، مسیحیان را آزار می‌داد. گریگوری از پرستش الهه آناهید، الهه باروری و عشق در اساطیر ارمنی، خودداری کرد و به همین دلیل توسط پادشاه زندانی و شکنجه شد. وقتی تیرداد فهمید که گریگوری پسر قاتل پدرش است، او را به چاهی عمیق به نام خور ویراپ در نزدیکی آرتاشات انداخت. گریگوری سیزده سال در این چاه زندانی بود. در این مدت، گروهی از راهبه‌های مسیحی که از امپراتوری روم گریخته بودند، به دستور تیرداد کشته شدند. در روایت آگاتانگلوس، گریگوری به طرز معجزه‌آسایی نجات می‌یابد و پس از اینکه خواهر تیرداد، خسروی‌دوخت، رؤیایی می‌بیند، از چاه بیرون آورده می‌شود. گریگوری سپس پادشاه را که به خاطر رفتار گناه‌آلودش به یک گراز وحشی تبدیل شده بود، شفا می‌دهد. تیرداد و دربار او مسیحیت را می‌پذیرند و ارمنستان اولین کشوری می‌شود که مسیحیت را به عنوان دین رسمی خود می‌پذیرد.
پس از آزادی، گریگوری شروع به تبلیغ مسیحیت در ارمنستان کرد و در مکان‌هایی که در رؤیا به او نشان داده شده بود، برای راهبه‌های شهید کلیساهایی ساخت. یکی از این کلیساها در شهر واغارشاپات ساخته شد که بعدها به مرکز مهم مسیحیت ارمنی تبدیل شد و در قرون وسطی به «اجمیادزین» تغییر نام داد. گریگوری با همراهی پادشاه تیرداد، نیایشگاه‌های قدیمی را در سراسر ارمنستان تخریب کرد و بر مقاومت روحانیون غیرمسیحی غلبه کرد. سپس او به شهر قیصریه رفت و به عنوان اسقف ارمنستان منصوب شد. تا اواخر قرن چهارم میلادی، جانشینان گریگوری برای تأیید مقام اسقفی خود به قیصریه می‌رفتند و ارمنستان تحت نظارت اسقف‌های قیصریه باقی ماند.
گریگوری با همراهی دستیاران مسیحی خود از قیصریه به ارمنستان بازگشت و به جای نیایشگاه‌های قدیمی تخریب شده، کلیساهایی ساخت. او همچنین اموال و ثروت این معابد را تصاحب کرد و به کلیسای ارمنی بخشید. در محل یکی از معابد، گریگوری کلیسایی ساخت که تا سال ۳۸۷ میلادی مرکز اصلی کلیسای ارمنی بود. او همچنین پادشاه، سپاه و مردم ارمنستان را در رود فرات غسل تعمید داد. در روایتی دیگر، گریگوری پادشاهان کشورهای همسایه را نیز غسل تعمید داده است. او مدارسی برای آموزش مسیحیت به کودکان تأسیس کرد و برخی از فرزندان موبدان را به عنوان اسقف منصوب کرد.
اگرچه بسیاری از عناصر روایت آگاتانگلوس افسانه‌ای هستند، اما برخی از جزئیات آن توسط منابع دیگر تأیید شده‌اند. به عنوان مثال، رهبری گریگوری و نوادگانش بر کلیسای اولیه ارمنی و همچنین انتصاب او به عنوان اسقف در سال ۳۱۴ میلادی در شورای کلیسای قیصریه توسط منابع دیگر تأیید شده است. با این حال، روایت آگاتانگلوس، گسترش مسیحیت در ارمنستان را به سرعت و در طول عمر گریگوری نشان می‌دهد، در حالی که در واقع این فرایند به تدریج و با مقاومت‌هایی همراه بوده است.

### تاریخ و دلایل
تاریخ سنتی گرویدن ارمنستان به مسیحیت سال ۳۰۱ میلادی است، اما تاریخ‌های دیگری مانند ۲۸۴ تا ۳۱۴ میلادی نیز پیشنهاد شده‌اند. بسیاری از پژوهشگران امروزی، سال ۳۱۴ میلادی را محتمل‌تر می‌دانند. برخی معتقدند که پادشاه ارمنستان، تیرداد سوم، از اتحاد با روم ناامید شده و برای تقویت کشور و جدایی بیشتر از روم و ایران، مسیحیت را پذیرفته است. اما برخی دیگر می‌گویند که تیرداد به عنوان متحد روم، نمی‌توانسته در زمانی که روم با مسیحیان مخالف بود، مسیحیت را دین رسمی کشور اعلام کند؛ بنابراین، آن‌ها گرویدن ارمنستان به مسیحیت را به بعد از صدور فرمان میلان در سال ۳۱۳ میلادی نسبت می‌دهند. یک دیدگاه دیگر این است که تیرداد و دربار او در سال ۳۰۱ میلادی مخفیانه مسیحی شده بودند، اما پس از فرمان میلان آن را آشکار کردند. دیدگاه دیگری نیز وجود دارد که می‌گوید امپراتوری روم، با وجود مخالفت با مسیحیت، گرویدن ارمنستان به این دین را تحمل کرد، زیرا این اقدام علیه ایران ساسانی بود.
جرج بورنوتیان، مورخ ارمنی، فشارهای خارجی، به ویژه از سوی ایران زرتشتی و سلسله ساسانی را عامل اصلی تصمیم تیرداد برای پذیرش مسیحیت می‌داند. مری بویس، پژوهشگر انگلیسی، نیز معتقد است که ارمنستان مسیحیت را در مخالفت با ساسانیان پذیرفت. رابرت تامسون، مورخ آمریکایی، تصمیم تیرداد را یک اقدام سیاسی می‌داند، اما انگیزه شخصی او را نامشخص می‌داند.
مسیحیت و کلیسا از طریق ساختارهای اجتماعی و سیاسی موجود در ارمنستان گسترش یافتند. کلیسا اموال زیادی را از نیایشگاه‌های پیشین تصاحب کرد و کلیساهای اولیه ارمنی بر روی خرابه‌های آن‌ها ساخته شدند. اموال کلیسا در اختیار پاتریارک بود و مانند خاندان‌های اشرافی به ارث می‌رسید. مقام پاتریارک نیز مانند مناصب دولتی در ارمنستان به صورت موروثی در اختیار نوادگان گریگور روشنگر بود، اگرچه این موضوع با قوانین مسیحیت در تضاد بود. این عوامل باعث شد که کلیسا نقش سیاسی مستقلی داشته باشد و گاهی با پادشاهان اشکانی درگیر شود.
گسترش مسیحیت در میان مردم ارمنستان و از بین بردن باورها و رسوم پیش از مسیحیت، روندی تدریجی و ناهموار بود. هم مردم عادی و هم اشراف در برابر مسیحیت مقاومت می‌کردند. اشراف ارمنی که با سیاست‌های طرفدار روم پادشاهی مخالف بودند، به جای مسیحیت، به آیین زرتشتی روی آوردند. ورتانس، پسر گریگوری، که پس از برادرش آریستاس به عنوان پاتریارک جانشین او شد، در آشتیشات تقریباً توسط بت‌پرستان کشته شد. در سال ۳۶۵ میلادی، نرسس اول، شورای آشتیشات را تشکیل داد و در آن رسوم پیش از مسیحیت مانند ازدواج‌های فامیلی، مراسم سوگواری به سبک بت‌پرستان و چندهمسری را ممنوع کرد.
رابرت دابلیو تامسون، محقق آمریکایی، معتقد است که در ابتدا، تلاش برای گسترش مسیحیت در میان مردم ارمنستان عمدتاً توسط مردان مقدس و زاهدان محلی صورت می‌گرفت، نه توسط نهادهای کلیسا. بیشتر این افراد از سوریه یا مناطق اطراف آن بودند. یکی از دلایل کندی گسترش مسیحیت در ابتدا این بود که مراسم مذهبی به زبان یونانی یا سُریانی برگزار می‌شد و برای اکثر مردم ارمنستان قابل فهم نبود. با ابداع الفبای ارمنی در حدود سال ۴۰۵ میلادی توسط مسروب ماشتوتس که خود یک واعظ زاهد بود، مسیحی شدن مردم با سرعت بیشتری پیشرفت کرد. کتاب مقدس، متون مذهبی، آثار پدران کلیسا و دیگر متون مسیحی برای اولین بار به زبان ارمنی ترجمه شدند. در این کار، ماشتوتس از پادشاه بهرام شاپور و اسحاق پاتریارک کمک گرفت.
در اواسط قرن پنجم میلادی، یزدگرد دوم، پادشاه ساسانی، تلاش کرد تا آیین زرتشتی اصلاح‌شده را در ارمنستان رواج دهد، اما با مقاومت ارمنی‌ها در نبرد آوارایر مواجه شد. اگرچه گروهی از اشراف ارمنی از پادشاه ساسانی حمایت کردند و از مسیحیت دست کشیدند، اما تلاش‌های ساسانیان برای از بین بردن مسیحیت ارمنی در نهایت شکست خورد. با این حال، بسیاری از عناصر دین پیش از مسیحیت به مسیحیت ارمنی راه یافتند و گروه کوچکی از ارمنی‌ها به نام آرئووردی هرگز به مسیحیت نگرویدند و ظاهراً تا به امروز نیز باقی مانده‌اند.